# Adolphe d'Avril
Pour les articles homonymes, voir Avril (homonymie).
Louis Marie Adolphe, baron d'Avril, né à Paris le 17 août 1822 et mort au château de Coppières (ou Copierres), à Montreuil-sur-Epte, le 27 octobre 1904, est un diplomate et écrivain français.

## Biographie
Né de parents inconnus, Louis Marie Adolphe d'Avril est adopté par Sébastienne Levesque, veuve du général-baron Jean-Jacques Avril et sœur du maire de Nantes Louis-Hyacinthe Levesque, qui pourrait être son véritable père.
Après des études de droit, Louis Marie Adolphe Levesque d'Avril entra au ministère des Affaires étrangères en 1847. Attaché à la mission française en Orient le 1er avril 1854, rédacteur à la direction politique le 2 février 1856, consul général à Bucarest en 1866, délégué à la commission européenne du Danube le 18 mars 1868. Il termina sa carrière comme envoyé extraordinaire et ministre plénipotentiaire au Chili, nommé le 23 décembre 1876 et y demeurant jusqu'au 11 novembre 1882. À son retour, il s'investit dans la création de l'Alliance française (fondée le 31 juillet 1883). En 1896, il participa avec le Père Félix Charmetant, le marquis Charles-Jean-Melchior de Vogüé et le baron Bernard Carra de Vaux à la fondation de la Revue de l'Orient chrétien. Chevalier de la Légion d'honneur le 20 décembre 1854, promu officier le 26 octobre 1864.
Écrivain très prolifique, érudit et traducteur, il s'est principalement intéressé à l'Orient chrétien (Balkans et Proche-Orient) et à la littérature épique et populaire du Moyen Âge. Il a publié sous le pseudonyme de Cyrille des récits de voyage.
Marié à Marie Odobesco, fille du général Ioan Odobesco et sœur d'Alexandru Odobescu, il est le père du diplomate Louis Levesque d'Avril (beau-frère d'Aimé Joseph de Fleuriau).

## Distinctions
- Commandeur de l'ordre de Saint-Grégoire-le-Grand
- Officier de la Légion d'honneur

## Publications
- Acte du saint et œcuménique concile de Florence pour la réunion des Églises (trad. Adolphe d'Avril), Paris et Nantes, Benjamin Duprat et And. Guéraud et Cie, 1861  (Wikisource)
- La Bulgarie chrétienne, Paris, B. Duprat, 1861 disponible sur Google Livres.
- Documents relatifs aux Églises de l'Orient, considérées dans leurs rapports avec le Saint-Siège de Rome, Paris, B. Duprat, 1862, 3ème édition 1885 lire en ligne sur Gallica.
- Héraclius ou la Question d'Orient au VIIe siècle, Paris, B. Duprat, 1862.
- Actes relatifs à l'Église bulgare, Paris, B. Duprat, 1863.
- La Chaldée chrétienne, étude sur l'histoire religieuse et politique des Chaldéens unis et des Nestoriens, Paris, B. Duprat, 1864 lire en ligne sur Gallica.
- L'Arabie contemporaine, avec la description du pèlerinage de La Mecque, Paris, E. Maillet, 1868 lire en ligne sur Gallica.
- Les populations de l'Europe orientale, Paris, Librairie du Luxembourg, 1869 lire en ligne sur Gallica.
- Les hiérarchies et les langues liturgiques dans les Églises de l'Orient (avec un tableau synoptique de ces Églises) (mémoire lu à l'Académie des inscriptions et belles-lettres le 4 août 1876), Paris, E. Leroux, 1876.
- Le théâtre en France depuis le Moyen Âge jusqu'à nos jours, Paris, Victor Palmé, 1877.
- Contribution au folklore. Chanson des bords du Niémen, Paris, E. Leroux, 1883.
- Saint Cyrille et saint Méthode. Première lutte des Allemands contre les Slaves, avec un essai sur les destinées du glagol et un mémoire sur l'alphabet, la langue et le rite des apôtres slaves au IXe siècle, Paris, E. Leroux, 1885.
- Négociations relatives au traité de Berlin et aux arrangements qui ont suivi (1875-1886), Paris, E. Leroux, 1886 disponible sur Internet Archive.
- Les femmes dans l'épopée iranienne, Paris, E. Leroux, 1888 disponible sur Internet Archive.
- Guillaume Bras-de-Fer, le marquis au Court-Nez, et son neveu Vivien, chanson de geste, Paris, Nouvelle Bibliothèque bleue, 1891.
- Le Cid Campéador, chanson de geste tirée du Romancero, de la Geste de mon Cid et d'une tragédie de Corneille, Paris, Nouvelle Bibliothèque bleue, 1892 lire en ligne sur Gallica.
- Mystères du Moyen Âge, Paris, impr. de Petithenry, 1892 lire en ligne sur Gallica.
- Le Chansonnier français, à l'usage de la jeunesse, Paris, E. Leroux, 1892.
- Les Enfances Roland, cycle de geste, Paris, Nouvelle Bibliothèque bleue, 1892.
- C'est l'histoire véritable de l'illustre Girart de Roussillon, duc de Bourgogne et d'Aquitaine, qui porta le charbon pendant sept ans (signé : Le rhapsode A. d'Avril), Paris, Nouvelle Bibliothèque bleue, 1893.
- Le Chien de Montargis, chanson de geste, Paris, Nouvelle Bibliothèque bleue, 1893.
- Le Mystère de Roncevaux (tiré de la Chanson de Roland), Paris, Maison de la Bonne Presse, 1893.
- Le Mystère du siège d'Orléans, Paris, impr. de Petithenry, 1894 lire en ligne sur Gallica.
- Les Églises autonomes et autocéphales (451-1885), Paris, extrait de la Revue des questions historiques, 1895.
- Slavy Dcéra, choix de poésies slaves, Paris, E. Leroux, 1896.
- La Serbie chrétienne, étude historique, Paris, extrait de la Revue de l'Orient chrétien, 1897.
- Les Grecs melkites, études historiques, Paris, Challamel, 1899.
- Le golfe Persique, route de l'Inde et de la Chine, avec une carte du golfe Persique, Paris, Challamel, 1901 lire en ligne sur Gallica.
- Protection des chrétiens dans le Levant, Paris, E. Leroux, 1901.

### Sous le pseudonyme deCyrille
- Voyage sentimental dans les pays slaves, Paris, Victor Palmé, 1876 lire en ligne sur Gallica.
- De Paris à l'île des Serpents, à travers la Roumanie, la Hongrie et les bouches du Danube, Paris, E. Leroux, 1876 disponible sur Google Livres.
- La France au Monténégro, d'après Vialla de Sommières et Henri Delarue, récits de voyages publiés et complétés par Cyrille, Paris, E. Leroux, 1876.

### Principales traductions de textes anciens
- La Chanson de Roland, traduction nouvelle avec une introduction et des notes, Paris, B. Duprat, 1865 lire en ligne sur Gallica, puis J. Albanel, 1867, etc 1877 lire en ligne sur Gallica.
- Une mission religieuse au XVIe siècle. Relation adressée à Sixte-Quint par l'évêque de Sidon (Léonard Abel), Paris, B. Duprat, 1866.
- La Bataille de Kossovo, rhapsodie serbe tirée des chants populaires, Paris, Librairie du Luxembourg, 1868 disponible sur Google Livres.